# Chocolate Planet (duo comique)
Récompenses
Chocolate Planet (チョコレートプラネット, chokorêto puranetto) est un duo comique japonais (owarai konbi) composé de Shun Matsuo et Shôhei Osada. Il fait partie de l'une des principales agences de divertissement au Japon, Yoshimoto Kogyo. Le duo s'est formé en 2006 et leur surnom est « chokopura ».
L'origine du nom du duo vient d'une simple combinaison de deux mots choisis librement par chacun des membres : Matsuo a choisi le chocolat, et Osada a choisi planète, en référence au film français La Planète sauvage, donc il est grand fan.
Les deux humoristes possèdent également une chaîne YouTube avec plus de 1,9 million d'abonnés (juin 2023).

## Membres
Matsuo est né le 18 août 1982 à Hakone-machi, dans la préfecture de Kanagawa. Il occupe aussi bien le rôle du boke que celui du tsukkomi et ne participe pas à la création des sketches.
Osada est né le 28 janvier 1980 dans l'arrondissement Kamigyō-ku à Kyoto. Il s'occupe d'écrire tous les sketches et, tout comme son confrère, joue le rôle du tsukkomi ou du boke en fonction des sketches.

## Chronologie
Avant de former le duo, Matsuo était humoriste en solo (pin geinin) et avait pour nom de scène Matsuo Underground, alors qu'Osada œuvrait d'abord dans un trio comique qui s'appelait Three Point, puis en tant qu'humoriste en solo sous le nom de Osa-murasaki-shôya-jintoki[réf. souhaitée].
Le duo se forme officiellement en janvier 2006, soit quelques mois après la fin de leurs études à NSC Tokyo. Ils font partie de la 11e promotion, aussi appelée « 11e génération ».
Ils perdent en finale du King of Conte 2014 face à Sissonne, des anciens camarades de classe de l'école NSC.

## Type d'humour
Leur domaine de prédilection est le conte (sketches écrits). Osada confectionne lui-même les costumes et les accessoires utilisés dans les sketches scénarisés, et s'occupe également de créer les personnages, le décor et l'histoire. Les rôles du boke (personnage stupide) et du tsukkomi (personnage qui rectifie) varient selon les sketches. Il arrive également qu'aucun des deux ne joue le tsukkomi et que l'échange entre les deux personnages constitue en soi le boke.
En plus des sketches, ils font souvent des imitations et des numéros rythmiques, et parfois même du manzai. Lors du manzai, Matsuo joue le rôle du boke tandis que Osada se charge du tsukkomi.
Les deux sont doués pour les imitations. En 2017, Matsuo a connu une exposition médiatique remarquable en imitant IKKO, et Osada s'est également fait remarquer avec l'imitation de Motoya Yamawaki.
Ils organisent occasionnellement des spectacles communs avec Sissonne, leurs anciens camarades à l'école NSC, appelés "Chokonnu" et "Shisonnet" (fusion des noms du duo).

## Récompenses
- 4e au King of Conte de 2008
- 2e au King of Conte de 2014
- Premier prix au Grand Prix NHK des nouveaux talents du rire
- 3e au King of Conte de 2018
- Quarts de finale au Grand Prix M-1 de 2018